# Epitausa ferogia
Epitausa ferogia là một loài bướm đêm trong họ Erebidae.